# Сущеня, Леонид Михайлович
Леонид Михайлович Сущеня (бел. Леанід Міхайлавіч Сушчэня; 11 ноября 1929, Малые Луки, Новогрудское воеводство — 19 апреля 2015, Минск) — советский и белорусский зоолог, гидробиолог, академик Национальной академии наук Беларуси (1980), её 10-й президент в 1992—1997 годах, академик АН СССР (с 1990 года), академик РАН (с 1991 года). Доктор биологических наук (1970), профессор (1980), иностранный член Польской АН (1994), Литовской АН (1995). Заслуженный деятель науки БССР (1978).

## Биография
Родился 11 ноября 1929 года в деревне Малые Луки Новогрудского воеводства (Польша).
- 1953 — окончил биологический факультет Белорусского университета[8]
- 1956 — окончил аспирантуру по специальности «гидробиология»; ассистент кафедры зоологии беспозвоночных Белгосуниверситета[8]
- 1959 — научный сотрудник Севастопольской биологической станции АН СССР
- 1964 — заведующий отделом физиологии Института биологии южных морей АН УССР
- 1970 — доктор биологических наук
- 1971 — заведующий Отделом зоологии и паразитологии АН БССР (Минск)
- 1979 — избран членом-корреспондентом АН СССР[9]
- 1979—1992 — академик-секретарь Отделения биологических наук АН Беларуси
- 1980 — профессор
- 1980—1992 — директор Института зоологии АН БССР (с 1995 г. почётный директор Института)
- 1984 — избран президентом Всесоюзного гидробиологического общества
- 1990 — избран академиком АН СССР[9]
- Участвовал в работе МААН.
- 1992—1997 — президент Академии наук Беларуси
- 1994 — избран иностранным членом Польской АН
- 1995 — избран иностранным членом Литовской АН
- 1997 — советник Президиума НАН Беларуси
- Скончался 19 апреля 2015 года. Похоронен на Восточном кладбище Минска.

## Публикации
Автор около 180 публикаций, включая 7 монографий.
- Интенсивность дыхания ракообразных. — К.: Наукова думка, 1972.
- Количественные закономерности питания ракообразных. — Мн.: Наука и техника, 1975.
- Рост водных животных при переменных температурах. — Мн.: Наука и техника, 1978 (совм. с Г. А. Галковской).
- Биология и продукция ледниковых реликтовых ракообразных. — Мн.: Наука и техника, 1986 (совм. с В. П. Семенченко, В. В. Вежновцом).
- Продукция планктонных ракообразных и факторы среды. — Мн.: Навука i тэхніка, 1990 (совм. с В. П. Семенченко, Г. А. Семенюк, И. Л. Трубецковой).
- Совершенствование принципов и методов охраны и рационального использования животного мира. — Мн.: БелНИИНТИ, 1990 (совм. с М. М. Пикуликом).
- Животный мир и радиация. — Мн.: БелНИИНТИ, 1991 (совм. с М. М. Пикуликом, А. Е. Плениным).

## Награды
- Орден Отечества II степени (2 ноября 2009 года) — за многолетний плодотворный труд, значительные достижения в профессиональной деятельности, заслуги в развитии науки, культуры, транспорта, спорта, здравоохранения, образования[10].
- Орден Отечества III степени (15 января 1999 года) — за многолетнюю плодотворную научно-педагогическую деятельность, большой личный вклад работников Национальной академии наук Беларуси в развитие отечественной науки[11].
- Орден Дружбы (4 марта 2000 года, Россия) — за большой вклад в развитие науки, укрепление дружественных отношений и сотрудничества между государствами[12].
- Орден Трудового Красного Знамени (1988).
- Орден Дружбы народов (1986).
- Медали.
- Заслуженный деятель науки БССР (1978).
- Почётная грамота Президиума Верховного Совета Республики Беларусь (3 ноября 1994 года) — за большой вклад в развитие белорусской науки, подготовку научных кадров и активную общественную деятельность[13].